# Enderby (Columbia Britannica)
Enderby è una città della Columbia Britannica, in Canada, situata nel distretto regionale di North Okanagan.